# Парсаюк, Кевин
Ке́вин Даниэ́ль Парсаю́к Родри́гес (исп. Kevin Daniel Parzajuk Rodríguez; род. 9 сентября 2002 или 9 августа 2002, Фрам, Итапуа) — парагвайский футболист, нападающий клуба «Олимпия» (Асунсьон). Участник Олимпийских игр 2024 в Париже.

## Клубная карьера
Парсаюк — воспитанник клуба «Олимпия». 9 октября 2022 года в матче против «Спортиво Амелиано» он дебютировал в парагвайской Примере. В своём дебютном сезоне игрок помог клубу выиграть чемпионат. Летом 2023 году Парсаюк на правах аренды перешёл в «Гвайренью». 10 июля в матче против «Серро Портеньо» он дебютировал за новую команду. В этом же поединке Кевин забил свой первый гол за «Гвайренью». По окончании аренды игрок вернулся в «Олимпию». 17 февраля 2024 года в поединке против «Серро Портеньо» Кевин забил свой первый гол за основной состав. 

## Международная карьера
В 2024 году Парсаюк был включён в заявку олимпийской сборной Парагвая на участие в Олимпийских играх в Париже. На турнире он сыграл в матчах против команд Японии, Израиля и Мали.

## Достижения
Клубные
 «Олимпия» (Асунсьон)
- Победитель парагвайской Примеры (1) — Клаусура 2022